# Évêque de Buckingham
L'évêque de Buckingham (Bishop of Buckingham en anglais) est un titre épiscopal utilisé par un évêque suffragant du diocèse de l'Église d'Angleterre de Oxford, dans la province de Canterbury en Angleterre. Le titre tire son nom du chef-lieu de comté historique de Buckingham. Les évêques suffragants de Buckingham sont des évêques de l'area depuis la création du système de l'area d'Oxford en 1984.

## Liste des évêques
| Évêque de Buckingham | Évêque de Buckingham | Évêque de Buckingham   | Évêque de Buckingham                  |
| De                   | Jusqu'à              | Titulaire              | Notes                                 |
| -------------------- | -------------------- | ---------------------- | ------------------------------------- |
| 1914                 | 1921                 | Edward Shaw            |                                       |
| 1921                 | 1944                 | Philip Eliot           |                                       |
| 1944                 | 1960                 | Robert Hay             |                                       |
| 1960                 | 1964                 | Gordon Savage          | Translation à Southwell               |
| 1964                 | 1974                 | Christopher Pepys      |                                       |
| 1974                 | 1994                 | Simon Burrows (évêque) | Premier évêque de l'area depuis 1984. |
| 1994                 | 1998                 | Colin Bennetts         | Translation à Coventry                |
| 1998                 | 2003                 | Mike Hill              | Translation à Bristol                 |
| 2003                 | present              | Alan Wilson            |                                       |
| Source(s):           |                      |                        |                                       |